# Synagoge (Czersk)
Koordinaten: 53° 47′ 45,6″ N, 17° 58′ 39,4″ O

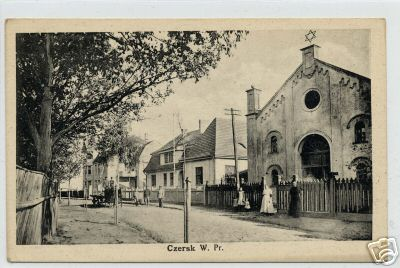
Ansichtskarte mit der Synagoge in Czersk (um 1910)

Die Synagoge wurde 1868 im westpreußischen Czersk für die jüdische Gemeinde in der Wilhelmstraße (seit 1945 Królowej Jadwigi) errichtet. 
Die ersten beiden jüdischen Familien sind in Czersk 1746 nachweisbar, bevor es im Zuge der der Ersten Teilung Polens an Preußen kam. Im frühen 19. Jahrhundert bestand eine jüdische Gemeinschaft in Czersk, doch fand die offizielle Gründung einer jüdischen Gemeinde erst 1857 statt. Infolge der Entwicklung der Holzindustrie wuchs sie an, so dass im Jahr 1885 229 Juden in Czersk lebten, das waren etwa 11 Prozent der Bevölkerung. Danach verkleinerte sich die Zahl stark durch Abwanderung ins innere Deutschland. Dorthin folgten die letzten jüdischen Familien, als der Ort 1920 an Polen fiel. Die jüdische Gemeinde löste sich auf und verkaufte das Synagogengebäude. Es diente danach Lagerzwecken und ist entweder unter deutscher Okkupation im Zweiten Weltkrieg oder in den 1980er Jahren zur Zeit der Volksrepublik Polen abgerissen worden.